# Дуби (Коростенський район)
Дуби́ — село в Україні, у Словечанській сільській територіальній громаді Коростенського району Житомирської області. Населення становить 82 особи (2001).

## Історія
У 1906 році — Дуби, рудня Словечанської волості Овруцького повіту Волинської губернії. Відстань від повітового міста 42 верст, від волості 12. Дворів 25, мешканців 176.
Колишня назва — Рудня Дубова.
18 листопада 1921 р. під час Листопадового рейду через Рудню Дубову, повертаючись із походу, проходили залишки Волинської групи (командувач — Юрій Тютюнник) Армії Української Народної Республіки.
До 7 липня 2017 року село входило до складу Словечанської сільської ради Овруцького району Житомирської області.